# Ле Рој (Ајова)
Ле Рој (енгл. Le Roy) град је у америчкој савезној држави Ајова. По попису становништва из 2010. у њему је живело 15 становника.

## Демографија
Према попису становништва из 2010. у граду је живело 15 становника, што је 2 (15,4%) становника више него 2000. године.
| Група             | 2000.       | 2010.      |
| Белци             | 13 (100.0%) | 14 (93,3%) |
| Афроамериканци    | 0 (0,0%)    | 0 (0,0%)   |
| Азијати           | 0 (0,0%)    | 0 (0,0%)   |
| Хиспаноамериканци | 0 (0,0%)    | 0 (0,0%)   |
| Укупно            | 13          | 15         |